# Szpitalnictwo zakonu krzyżackiego

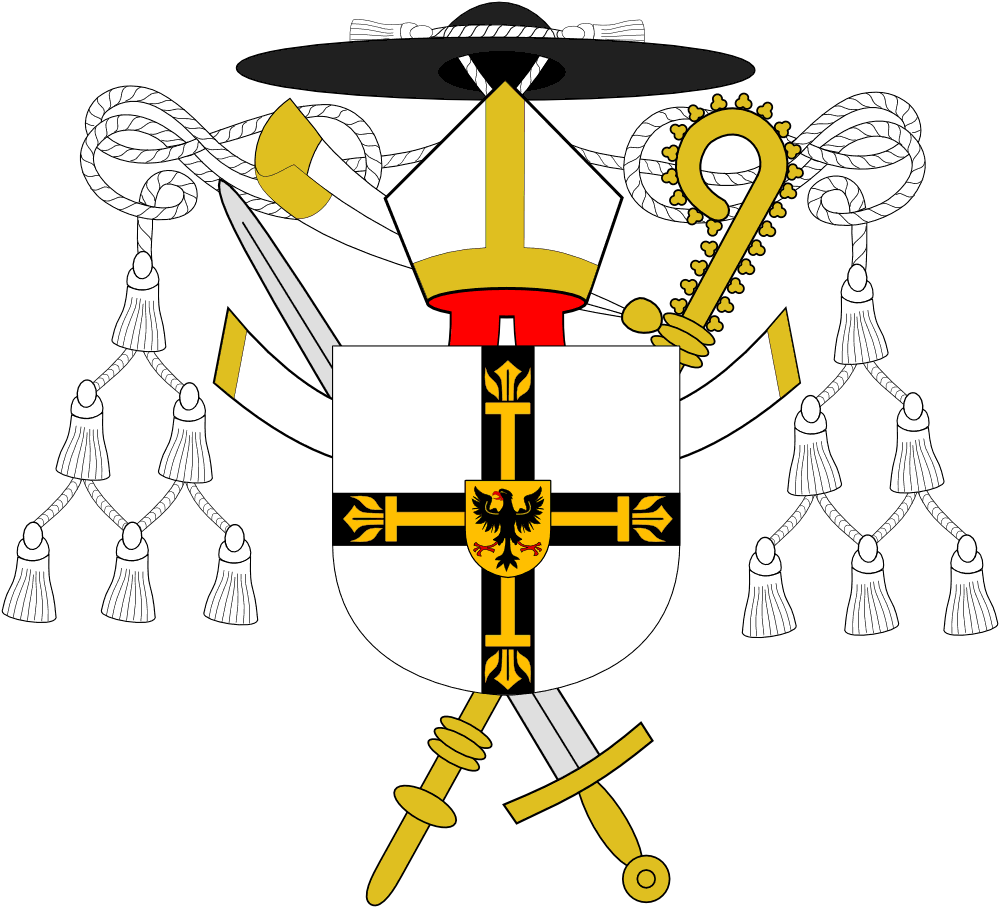
Herb zakonu krzyżackiego

U źródeł powstania zakonu krzyżackiego leżała działalność dobroczynna i szpitalnictwo, znajdowała się ona na pierwszym planie do 1198 r., nie zanikła nawet gdy ustąpiła działalności rycerskiej. Obowiązek opieki nad chorymi, budowy i utrzymywania szpitali zostały zawarte w regule zakonnej oraz w Statutach z pierwszej połowy XIII wieku. W okresie działalności Zakonu Niemieckiego w Palestynie szpitale były przeznaczone dla pielgrzymów którzy udawali się do grobu Chrystusa, oraz rycerzom. Poza tym zajmowały się rozdawaniem jałmużny i żywności dla żebraków, oraz wspomagała opiekę nad chorymi lub starymi braćmi zakonnymi. Szpitalnictwo zakonu krzyżackiego miało charakter złożony, możemy wyróżnić: szpitale miejskie, będące przytułkiem dla zniedołężniałych i chorych, leprozoria, czyli przytułki dla trędowatych, szpitale w zamkach, siedzibach komend dla braci zakonnych, oraz infirmeria, czyli sale szpitalne dla służby.

## Historia

### Europa Zachodnia i Bliski Wschód
Szpitalnictwo zakonu krzyżackiego zaczęła się w połowie XII wieku w Jerozolimie. W 1127 roku miała już istnieć niemiecka fundacja na rzecz chorych pielgrzymów z Niemiec, kierowanych przez członków zakonu krzyżackiego. Źródła z drugiej połowy XII w. wspominając o istnieniu w Jerozolimie kościoła ze szpitalem o nazwie Dom Niemiecki, który istniał do upadku Jerozolimy w 1187. Krzyżacy przejęli również założony podczas oblężenia, przez mieszczan lazaret w Akko. Po upadku miasta bracia nabyli grunt, na którym wybudowali kościół, szpital i dom generalny Zakonu.. Szybko doszło do rozwoju tego szpitala, co  wiązało się z podniesieniem rangi zakonu w 1198 r. Krzyżacy wcześniej objęli także szpital św. Tomasza w Barletta i w Brundizjum w Apulli.

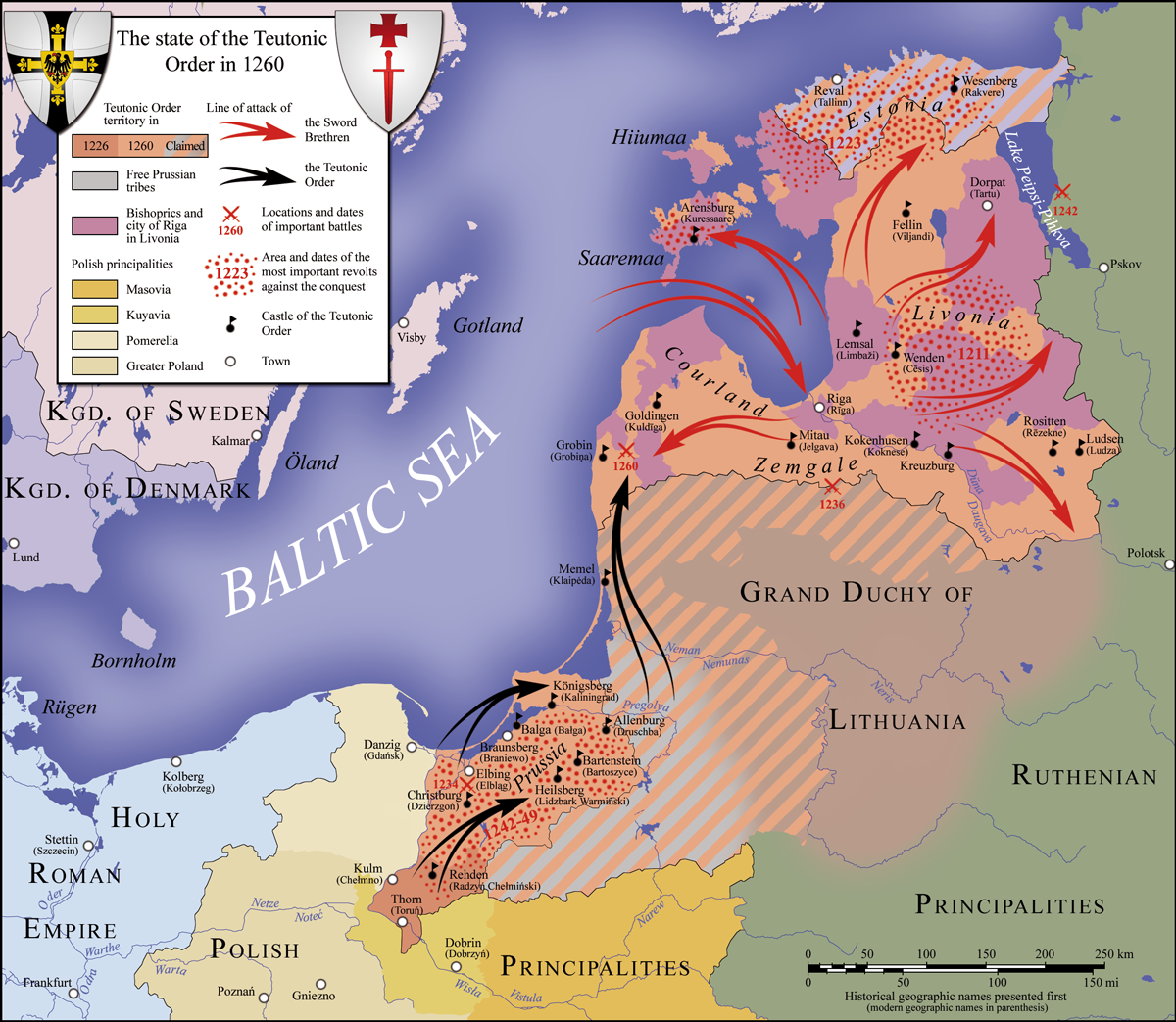
Mapa zakonu krzyżackiego (1260 r.)

Dzięki nowym fundacją w XIII wieku nastąpił istotny rozwój Zakonu Niemieckiego, co wpłynęło korzystnie na szpitalnictwo. Źródła odnotowują istnienie kilkudziesięciu szpitali przy domach zakonnych, działały szpitale w Jerozolimie, Akko, w portowym mieście Famagusta na Cyprze [do końca XIV w.] W Baliwacie sycylijskim Krzyżacy dostali w 1219 r. pojoannicki szpital św. Jana w Palermo, oraz szpital w Agrygencie w 1235 r. Kolejne szpitale powstały w Vasano i Vornetto. We Włoszech także powstały szpitale między innymi w Viterbo (1277), Wenecji (przed 1291 r.) i być może w Rzymie. Wzmiankowane są też szpitale we Franci założone w XIII wieku, jeden na przedmieściach Motpellier (od r. 1228), oraz drugi w Arles (1249)[3]. Najwięcej szpitali istniało w baliwatach niemieckich i w Czechach.  W 1227 r. było ich 15, do 1253 r. 24, a do 1355 roku 27. Wśród nich wyróżniały się szpitale w Ellingen, Marburg na Lahnem i w Norymberdze. Z początkiem XIV w. znane były jeszcze fundacje szpitalne w Troi, Ficaretto, Casalnuovo, Padwie i Parmie.

### Europa Wschodnia
Początki szpitalnictwa na terenie Prus datuje się na XIII wiek. W 1242 r. Krzyżacy nabyli od miasta Elbląga grunt, na którym wybudowano szpital św. Ducha w którym opiekowano się chorymi i biednymi pielgrzymami, inny powstał w podobnym czasie w Toruniu. Szpital w Elblągu szybko się rozwijał do końca XIII wieku, dzięki dalszemu uposażeniu został znacznie powiększony, w 1298 r. obsługiwało go kilka sióstr i 4 braci zakonnych. W 1309 r. został głównym szpitalem zakonu krzyżackiego, którym zarządził wielki szpitalnik, który był również komturem elbląskim. W sumie na Prusach powstały 24 szpitale, jednak tylko w Chełmie, Gdańsku, Królewcu i w Toruniu podlegały bezpośrednio wielkiemu mistrzowi. Reszta była pod władzą konturów.
W Gdańsku w 1333 r. wymieniony jest szpital św. Ducha, w 1394 r. Krzyżacy przejęli przytułek św. Elżbiety i uczynili z niego szpital, który miał zajmować się chorymi pielgrzymami, domokrążcami i ubogimi. Wielki mistrz osobiście wyposażył ten szpital, przy którym wybudowano kaplicę. W 1415 szpital posiadał 95 łóżek, w tym 20 dla pielgrzymów, wzmiankowana jest w 1450 r. pomieszczenie dla matek z małymi dziećmi i specjalna opiekunka dla nich, oraz kuchnia szpitalna. Przy tym szpitalu znajdowała się też spora biblioteka. Po wojnie 13 letniej i oddaniu Gdańska Polsce, szpital został przekazany radzie miejskiej. W samych Gdańsku było jeszcze sześć szpitali, podległym miastu bądź cechom, tylko szpital św. Jakuba przeznaczony dla zasłużony marynarzy, należał do Zakonu. W Elblągu prócz szpitala św. Ducha [Przejętego w 1457 przez radę miejską] funkcjonowały jeszcze 3 szpitale miejskie. W Królewcu Zakon posiadał 2 szpitale: św. Ducha (1304 r.), św. Elżbiety (1420 r.), ten pierwszy przetrwał do sekularyzacji Zakonu, drugi był raczej przytułkiem dla bezdomnych i ubogich. Dzięki darowiźnie wielkiego mistrza prawdopodobnie powstało w 1329 r. leprozorium św. Jerzego zarządzane przez radę miejską. Na terenie Chełma założono szpital św. Ducha w drugiej połowie XIII w., prócz tego było tam również leprozorium św. Jerzego, lecz tylko do początku XV w. Potem chorych odsyłano do Torunia. Nie wiadomo z kolei kiedy powstał szpital św. Ducha w Malborku, pierwsze wzmianki są z lat osiemdziesiątych XIV wieku. Szpital ten był całkiem spory, posiadał 80 łóżek, wraz z nim w miejsce istniało także małe leprozorium św. Jerzego.
Działalność Zakonu Niemieckiego w Prusach na rzecz szpitalnictwa, opieki nad chorymi i ubogimi została w XV wieku zastopowana. Przyczyny należy szukać w aktywności militarnej Krzyżaków, które odciągnęły braci od zadań szpitalnictwa, oraz doprowadziły do zniszczeń wielu z nich. Co więcej w samym zakonie narastała sekularyzacja i odchodzenie od reguły zakonnej, która nakazywała opiekę nad chorymi.

## Warunki w szpitalach i opieka medyczna
W szpitalach braci zakonnych i ich służby, podobnie jak opieka nad chorymi stała na wyższym poziomie niż w zarządzanych przez Zakon szpitalach miejskich. W samych szpitalach był duży poziom higieny, przykładowo w 1376 r. w szpitalu norymberskim zamierzano urządzić 26 łaźni dla chorych. Tamtejszy komtur nakazywał cotygodniową kąpiel każdego chorego. Osobne miejsce zajmowały szpitale dla braci zakonnych i ich służby (infirmerie), które znajdują się przy siedzibach konwentu. Przepisy ustalały, że każdy brat który zachoruje i po spożyciu 3 posiłków nie wyzdrowienie, musi zostać przeniesiony do infirmerii, w nich także przebywali starzy i niedołężni bracia. Pieczę nad szpitalami sprawowali infirmarius, którzy podlegali komturowi. Wielkość sal inferencyjnych zależała od tego jak duży był konwent. Największy był na Malborku, który wyposażony był w kaplicę, dużą kuchnię, magazyn, własne źródło wody, dużą łaźnię na parterze, ogór i domek letni.
Szpitale zakonne nie dysponowały na stałe fachową służbą medyczną. Personelem szpitalnym byli bracia znający się na zielarstwie, siostry, a także osoby świeckie. W szpitalach pomagali czasem lekarze przyjezdni, lub miejscy. Wielcy mistrzowie starali się ściągać do Prus fachowych medyków z całej Europy, jednak częściej obowiązki lekarza pełnił brat-zielarz lub brat-uzdrowiciel.